# Grüner Lindenbock
Der Grüne Lindenbock, auch Achtpunktiger Pappelbock (Saperda octopunctata), ist ein Käfer aus der Familie der Bockkäfer und der Unterfamilie Lamiinae.
Der Gattungsname Saperda ist vom altgriechisch σαπέρδες ‚sapérdes‘ (für eine Art gesalzenen Fisch) abgeleitet. Der Artname octopunctata von lat. „ócto“ für „acht“ und „punctātus“ für „punktiert“ benennt die acht schwarzen Punkte auf den beiden Flügeldecken gemeinsam. Der deutsche Name Grüner Lindenbock nimmt auf die Farbe und die Wirtspflanze des Tieres Bezug. In Europa ist die Gattung Saperda mit acht Arten vertreten.
|                       |                  |
| Abb. 1: Seitenansicht | Abb. 2: von vorn |

## Merkmale des Käfers
Der walzenförmige Käfer wird dreizehn bis achtzehn Millimeter lang. Durch Tomentierung erscheint er blass grün bis türkis, die fehlende Tomentierung bewirkt auffällige schwarze Flecke. Die Oberseite ist fein dunkel abstehend behaart. Die Art ist kaum verwechselbar, höchstens mit Saperda punctata.
Der Kopf ist senkrecht zur Körperachse nach unten gerichtet. Die seitlichen sitzenden ovalen Augen sind in der oberen Hälfte nach vorn so tief ausgebuchtet, dass sie die Einlenkungsstelle der Fühler weitgehend umfassen. Die elfgliedrigen Fühler erreichen etwa Körperlänge.
Der Halsschild ist nahezu zylindrisch. Vorn ist er etwa so breit wie der Kopf, am Hinterrand ist er deutlich schmaler als die beiden Flügeldecken gemeinsam. Er trägt zwei oder vier schwarze Flecke, je einen oberseits in der hinteren Hälfte seitlich, und je ein gewöhnlich kleinerer daneben auf den Seiten des Halsschilds.
Die schmalen Flügeldecken verschmälern sich beim Männchen nach hinten deutlich, beim Weibchen weniger. Sie enden gemeinsam verrundet und klaffen kaum. Auf jeder Flügeldecke stehen vier schwarze Flecke in Reihe hintereinander. Bei Saperda punctata dagegen sind sie gegeneinander versetzt. Ihre Größe verringert sich in der Regel von vorn nach hinten nur wenig, die Punkte können jedoch auch deutlich verkleinert sein, in zwei Teile zerfallen oder im Extremfall das letzte Paar der insgesamt acht Punkte verschwinden. Weitere Flecke können durch Verletzung der Tomentierung vorgetäuscht werden, insbesondere im Schulterbereich.
Die Beine sind relativ kurz. Die Schenkel sind nicht keulenartig verdickt. Die Vorderschienen tragen auf der Innenseite eine geschwungene Innenfurche. Die Tarsen sind scheinbar viergliedrig, da das kleine vierte Glied in der Ausbuchtung des dritten Gliedes versteckt ist.

## Larve
Kopf und Hinterhauptsloch der beinlosen Larven sind länger als breit. Der in den Prothorax eingesenkte Teil des Kopfes ist durch eine Längsscheidewand geteilt. Auf den stärker chitinisierten Tergiten und Sterniten von Brust und Hinterleib befinden sich charakteristische Strukturen, die bei kleiner Vergrößerung als Punkte erscheinen. Es handelt sich um höcker- bis dörnchenartige Verdickungen der Cuticula. Außerdem ist die Cuticula gefurcht. Der chitinisierte Teil der Hinterleibstergite zeigt je drei Längsfurchen, und beiderseits der mittleren Längsfurche je zwei Querfurchen, die auf die äußeren Längsfurchen zulaufen und sich dabei einander annähern. Das Pronotum dagegen besitzt nur zwei Längsfurchen, die zueinander parallel seitlich liegen, nach vorn verflachen und ein etwa rechteckiges Feld einschließen. Am Vorderrand dieses Feldes liegt seitlich neben den Furchen je eine rundliche Vertiefung. Der Rest des Feldes ist relativ dicht mit kreisförmigen Höckern besetzt. Diese werden nach hinten immer kleiner und nehmen dornenförmige Formen an, am Vorderrand des Pronotums sind sie größer und fallen nach vorn flach, nach hinten steil ab. Die Höcker auf der Ventralseite des Prothorax sind viel größer als die Dörnchen auf der Dorsalseite von Meso- und Metathorax. Die Dichte der Dörnchen auf den Hinterleibstergiten liegt mit 8–13 pro hundertstel Quadratmillimeter unter der von Saperda punctata.

## Biologie
Die Käfer entwickeln sich in verdorrten Ästen von Linden. Für die Entwicklung benötigen sie zwei bis drei Jahre. Die Imagines erscheinen von April bis August. Andere Wirtspflanzen stellen die Ausnahme dar.
Man findet die Käfer in Parks und lichten Wäldern auf trockenen aber noch berindeten Ästen, auf gefällten Stämmen und Klafterholz der Wirtspflanze, aber auch auf deren Blüten und Schösslingen.
Zur Eiablage werden dickere Stämme bevorzugt. Die Larve frisst direkt unter der Rinde, wobei sie mit zunehmendem Wachstum gleichzeitig Borke und Splintholz benagt (Oberflächenfraß). Sie bewegt sich dabei an der Grenze von schon vertrocknetem und absterbenden Holz und treibt so das Absterben der Wirtspflanze voran. Zur Verpuppung nagt sich die Larve bogenförmig etwa einen Zentimeter tief in das Splintholz, verlängert den Gang eine kurze Strecke parallel zur Oberfläche und führt ihn dann wieder bis unter die Rinde. Beide Enden des tiefer liegenden Gangabschnitts werden mit Sägespänen verstopft. Das fertige Insekt bohrt sich nach vorn durch die Rinde nach außen. Die Puppenwiege des Grünen Lindenbocks hat also zwei Öffnungen, im Unterschied zu den verwandten Arten, die sich in der Puppenwiege drehen und diese nach dem Schlüpfen durch das gleiche Loch verlassen, durch das sie gekommen sind. Die Verpuppung erfolgt im Mai, die Imagines erscheinen Ende Mai und im Juni.

## Verbreitung
Der Grüne Lindenbock ist eine südeuropäisch-pontische Art. Innerhalb Mitteleuropas kommt die Art am häufigsten im südöstlichen und im südwestlichen Mitteleuropa vor. Im zentralen Mitteleuropa ist die Art selten. Die Art fehlt in Nordeuropa. Die west-nördliche Grenze des Verbreitungsgebietes verläuft von Spanien durch Frankreich, die Beneluxstaaten, Deutschland, Polen, Belarus, Zentralrussland und Südrussland.